# Talbot House

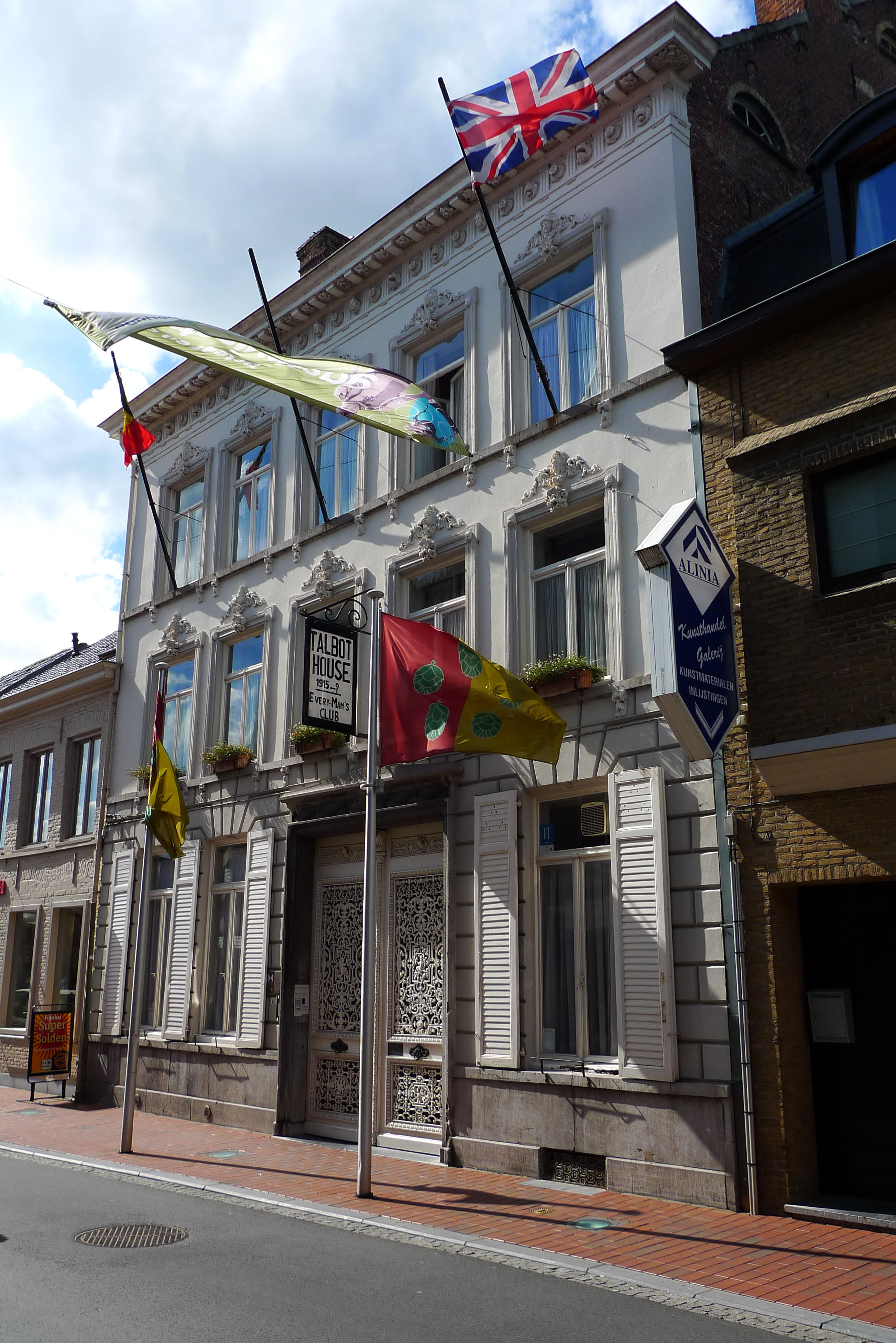
Talbot House, Poperinge, Belgien

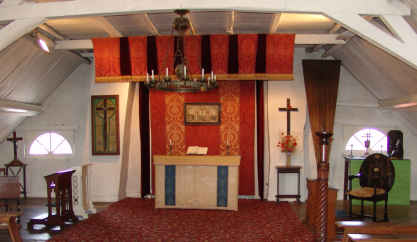
Der Upper Room im Talbot House

Talbot House oder abgekürzt Toc H („Toc“ entspricht dem Ansagewort für den Buchstaben T in der Buchstabiertafel des britischen Royal Corps of Signals) ist ein heute noch erhaltenes ehemaliges Erholungs- und Begegnungsheim für alliierte Soldaten aus dem Ersten Weltkrieg in Poperinge, Belgien.

## Gründung
Die anglikanischen Militärgeistlichen Philip „Tubby“ Clayton (1885–1972) und Neville Talbot (1879–1943) hatten Talbot House im Dezember 1915 gegründet. Seinen Namen erhielt es zur Erinnerung an Talbots jüngeren Bruder Gilbert, der 1915 während der Zweiten Flandernschlacht im Ypernbogen getötet worden war. Talbot House war als „Every Man’s Club“ („Club für jedermann“) gedacht, in dem keine Rangunterschiede gelten sollten. Es sollte den Soldaten eine Alternative zu den als weniger ehrbar geltenden Vergnügungsstätten der Stadt bieten. Diese war  während des Krieges ein wichtiger Durchgangs- und sicherer Erholungsort für Truppen des Commonwealth hinter der Front des Ypernbogens.
Clayton mietete das Haus von Maurice Coevoet, einem örtlichen Hopfenhändler, renovierte mit Hilfe der Royal Engineers das durch Explosivgeschosse beschädigte Speichergeschoss und gestaltete den gleichfalls zerstörten Garten neu. Das Speichergeschoss, „Upper Room“ genannt, diente als Kapelle. Während des Krieges fanden hier unzählige Soldaten ungeachtet ihres militärischen Rangs oder religiösen Bekenntnisses Trost und Zuspruch.

## Nach dem Ersten Weltkrieg
1918 wurde Talbot House zunächst geschlossen und Teile der Einrichtung des Upper Room als Erinnerungsstücke in die Kirche All Hallows-by-the-Tower in London verbracht. Clayton gründete nach dem Krieg im Geist der in Talbot House gelebten Freundschaft über soziale und konfessionelle Grenzen hinweg die Organisation „Toc H“. Sie besteht heute noch und unterhält Bildungseinrichtungen im Vereinigten Königreich und in Indien. 1929 stand Talbot House zum Verkauf. Mit Hilfe von Lord Charles Wakefield of Hythe, dem Gründer der Castrol konnte es erworben und wiedereröffnet werden und wird heute als Museum, Hotel und Erinnerungsort genutzt.

## Trivia
Die englische Rockband Pink Floyd widmete in ihrem Album The Piper at the Gates of Dawn (1967) den Song Pow R. Toc H. dem Talbot House.